# Planckovo vrijeme
Planckovo vrijeme je fizikalna konstanta, s oznakom tP, a to je jedinica vremena, a to je vrijeme koje svjetlost treba preći, u vakuumu, udaljenost od Planckove duljine. Ime je dobila po Maxu Plancku, koji ju je prvi predložio. 
Planckovo vrijeme se određuje kao:
{\displaystyle t_{P}\equiv {\sqrt {\frac {\hbar G}{c^{5}}}}\approx 5.39124(27)\times 10^{-44}{\mbox{ s}}}
gdje je: {\displaystyle \hbar =h/2\pi } - reducirana Planckova konstanta, G - gravitacijska konstanta, c – brzina svjetlosti u vakuumu. Dvije brojke u zagradama predstavljaju standardnu grešku.

## Fizikalni značaj
Planckovo vrijeme dolazi iz područja matematičke fizike i dimenzionalne analize, koja proučava mjerne jedinice i fizikalne konstante. Planckovo vrijeme je jedinstvena kombinacija gravitacijske konstante G, brzine svjetlosti c i Planckove konstante h. Planckova duljina bi imala vrijednost, kada bi bila poznata teorija kvantne gravitacije, ali još uvijek je za nas to nepoznanica. Uglavnom, to je vrijeme ispod kojeg se ne može više mjeriti.